# Martins Ferry (Ohio)
Martins Ferry es una ciudad ubicada en el condado de Belmont en el estado estadounidense de Ohio. En el Censo de 2010 tenía una población de 6915 habitantes y una densidad poblacional de 1.145,39 personas por km².

## Geografía
Martins Ferry se encuentra ubicada en las coordenadas 40°6′19″N 80°43′43″O / 40.10528, -80.72861. Según la Oficina del Censo de los Estados Unidos, Martins Ferry tiene una superficie total de 6.04 km², de la cual 6.03 km² corresponden a tierra firme y (0.09%) 0.01 km² es agua.

## Demografía
Según el censo de 2010, había 6915 personas residiendo en Martins Ferry. La densidad de población era de 1.145,39 hab./km². De los 6915 habitantes, Martins Ferry estaba compuesto por el 91.63% blancos, el 5.57% eran afroamericanos, el 0.26% eran amerindios, el 0.14% eran asiáticos, el 0% eran isleños del Pacífico, el 0.25% eran de otras razas y el 2.15% pertenecían a dos o más razas. Del total de la población el 0.65% eran hispanos o latinos de cualquier raza.